# Vever (joaillerie)
Pour les articles homonymes, voir Vever.
Vever est une entreprise de joaillerie et haute joaillerie fondée en 1821 par Pierre-Paul Vever, connue plus particulièrement pour ses créations de la période Art nouveau (1895 – 1910). Elle ferme ses portes en 1982, avant d’être relancée en 2021 par Camille et Damien Vever, descendants directs de Pierre-Paul Vever. L'entreprise Vever est la première entreprise de l'industrie du luxe à avoir obtenu le statut d’entreprise à mission en novembre 2020.

## Histoire
Pierre-Paul Vever crée l'entreprise Vever en 1821, à Metz, et s’attire une clientèle fidèle, régionale puis du Luxembourg et des provinces rhénanes. Son fils, Ernest Vever (1823-1884) fut préparé dès sa sortie du lycée à devenir joaillier. Il reprend l'entreprise en 1848 et participe à son expansion. En 1861, Verver obtient la plus haute récompense dans le cadre d’une exposition internationale organisée à Metz : la réputation de Vever devient nationale et franchit les frontières. Après la défaite de la France contre l’Allemagne, la Lorraine est annexée à l’Allemagne en 1871 par la signature du traité de Francfort. La famille Vever déménage alors à Paris, et Ernest Vever, fils de Pierre-Paul, achète le fonds joaillier Beaugrand au 19 rue de la Paix pour y installer son entreprise. En 1875, Ernest Vever est nommé président de la Chambre syndicale de bijouterie, joaillerie, orfèvrerie.

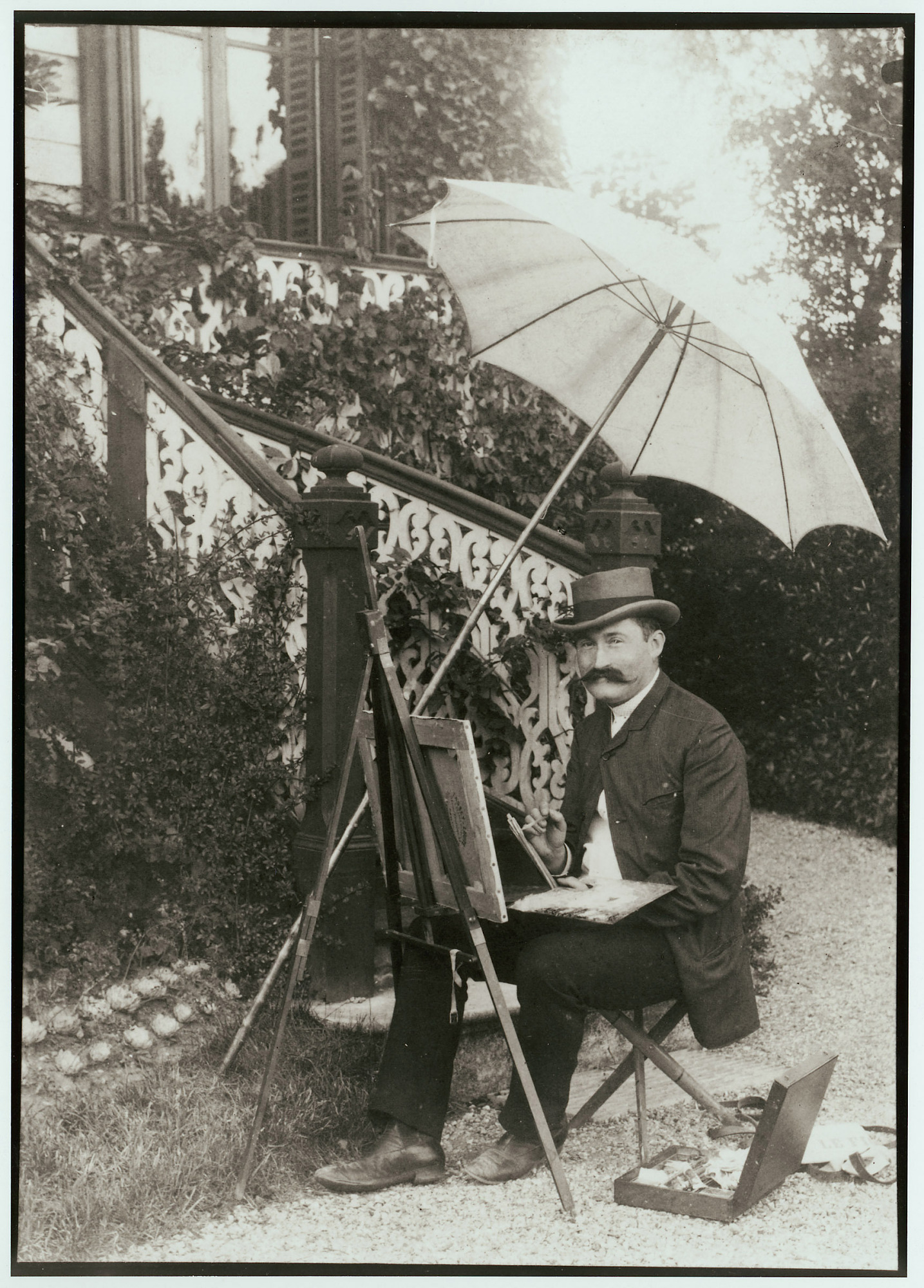
Henri Vever, c. 1895.

En 1881, l’affaire est reprise par ses fils, Paul et Henri. Paul Vever, diplômé de l'École polytechnique, s’occupe de la gestion de l’entreprise, tandis qu’Henri Vever,,, joaillier de formation et diplômé de l'École nationale des Beaux-Arts, développe les collections. Henri Vever est notamment l’un des pionniers et fervents défenseurs du courant Art nouveau, s’opposant au classicisme encore en vogue à l’époque. Il casse les codes de la joaillerie et fait preuve de créativité artistique et d’inventivité en utilisant notamment des matériaux nouveaux considérés comme non nobles (la corne, l’ivoire, la pâte de verre). Il participe ainsi au développement de l’émail translucide ou « émail-à-jour », largement utilisé dans ses collections.
Féru de japonisme et d’art perse depuis son voyage à Samarkand en 1890, il collectionne des tableaux, dessins, objets, soieries, bijoux anciens et s’en inspire dans la création de bijoux.
Travaillent alors pour Vever : René Lalique, Eugène Grasset, Henri Vollet, Georges Fouquet, Lucien Gautrait, l'émailleur Etienne Tourette, le sculpteur René Rouzet, le dessinateur Jules Chadel.
Vever présente ses créations lors des expositions universelles et gagne plusieurs prix, notamment :
| Date | Prix                                                  |
| ---- | ----------------------------------------------------- |
| 1878 | Exposition universelle de Paris                       |
| 1889 | Exposition universelle de Paris (Grand prix)          |
| 1891 | Exposition française à Moscou                         |
| 1893 | World’s Columbian Exposition, Chicago                 |
| 1894 | Exposition internationale de Lyon                     |
| 1897 | Exposition internationale de Bruxelles (Grand prix)   |
| 1900 | Exposition universelle de Paris (Grand prix)          |
| 1904 | Exposition universelle de Saint Louis                 |
| 1908 | Exposition franco-britannique de Londres (Grand prix) |

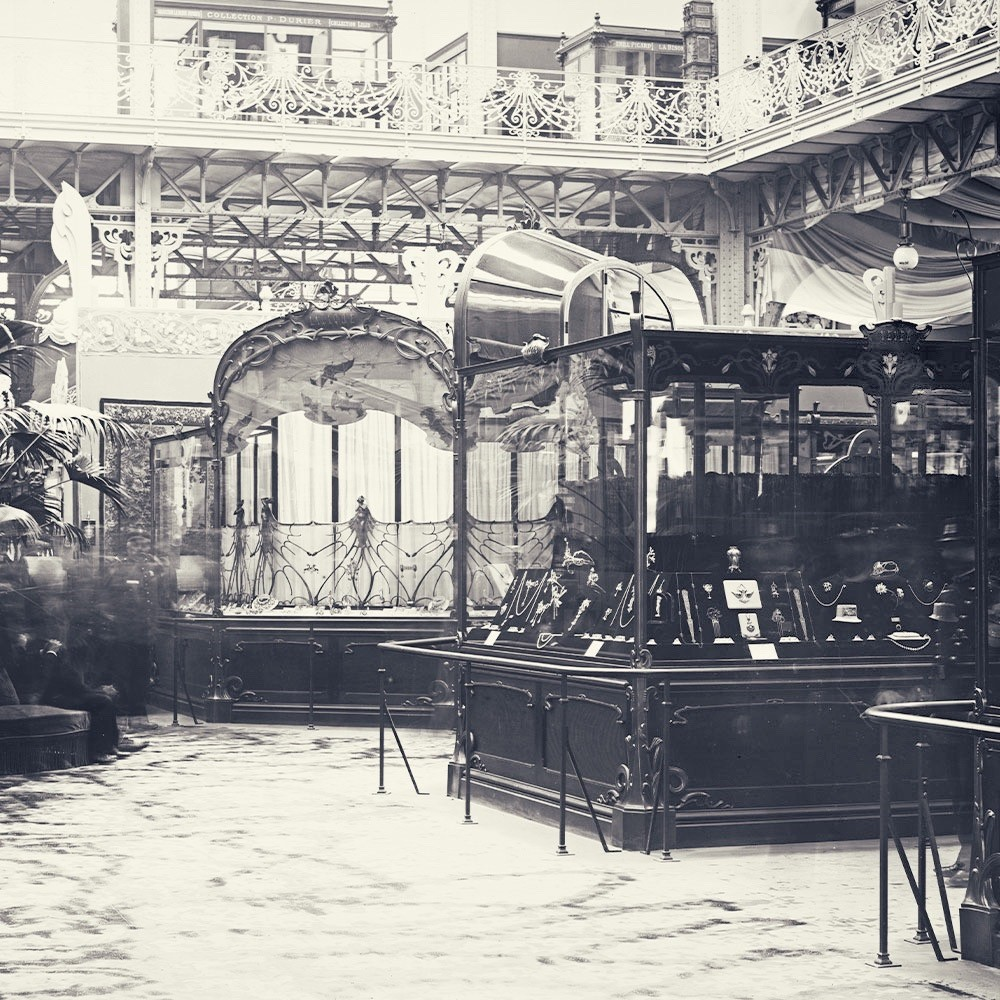
Stand Vever-Lalique. Exposition universelle de 1900.

Vever compte alors parmi ses clients l’impératrice Eugénie, le tsar Alexandre III, le chah de Perse, le Premier ministre japonais prince Tokugawa Lesato, le président français Sadi Carnot, des industriels américains, des personnalités des arts et du spectacle, comme Sarah Bernhardt et La Belle Otero.

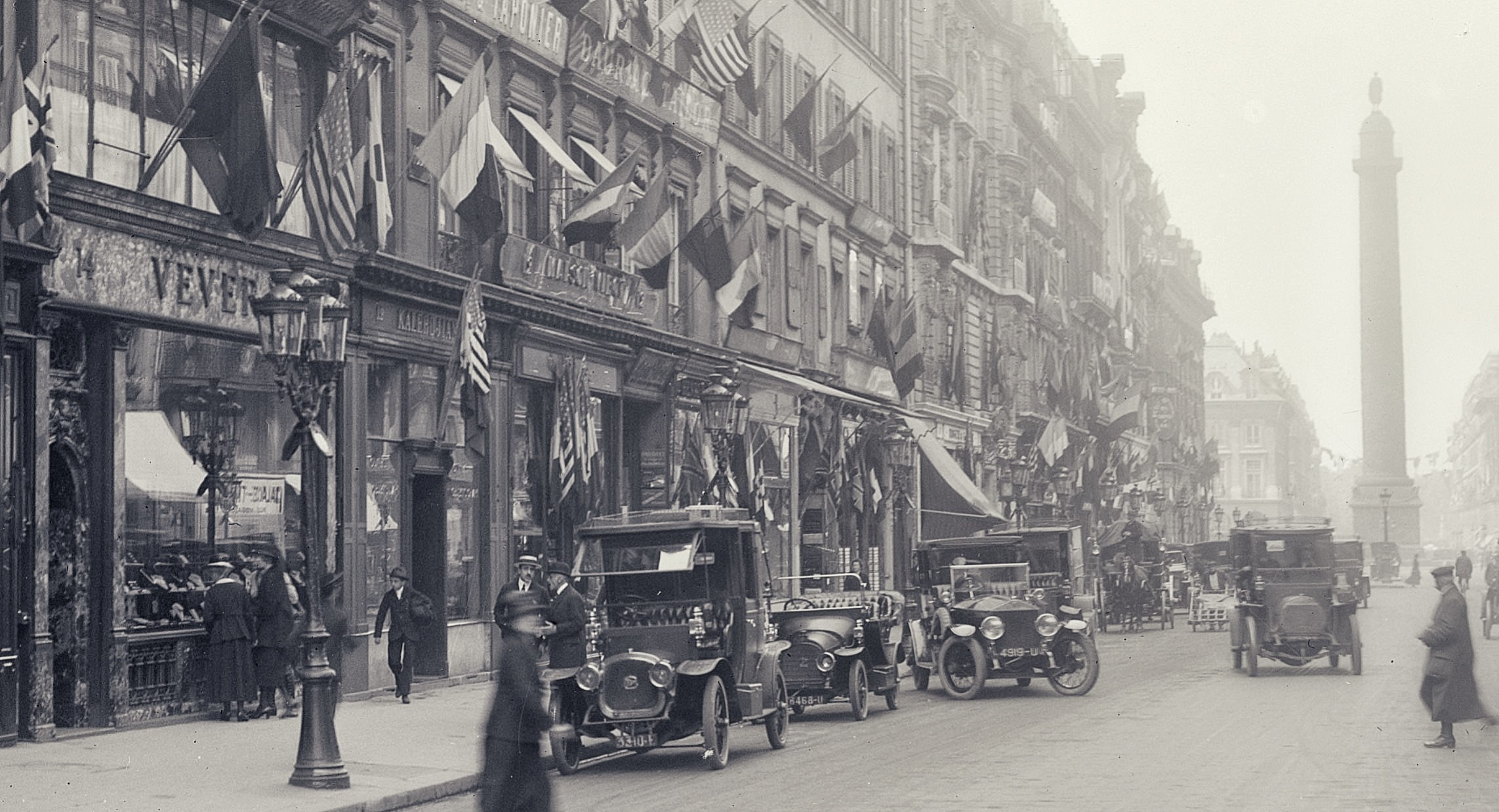
Boutique Vever 14 rue de la Paix, c. 1915.

En parallèle, Henri Vever publie, entre 1906 et 1908, La bijouterie française au XIXe siècle. En 1907, Paul Vever fait construire un immeuble au 14 rue de la Paix, réunissant bureaux, ateliers et magasin. Paul Vever décède en 1915 et Henri Vever décide en 1921 de transmettre la joaillerie à ses neveux, enfants de Paul, pour se consacrer pleinement à ses activités de collectionneur. Pierre Vever, fils de Paul, lui succède, mais l'entreprise peine à s’adapter au courant Art déco qui a supplanté l’Art nouveau, victime de son succès, trop copié, trop diffusé et désormais passé de mode. Durant l’Exposition internationale de 1925, Vever ne gagne pas de prix. Les générations successives reprendront le flambeau, sans parvenir à renouer avec le succès d’antan. L'entreprise ferme en 1982.

## Patrimoine

### Des pièces uniques

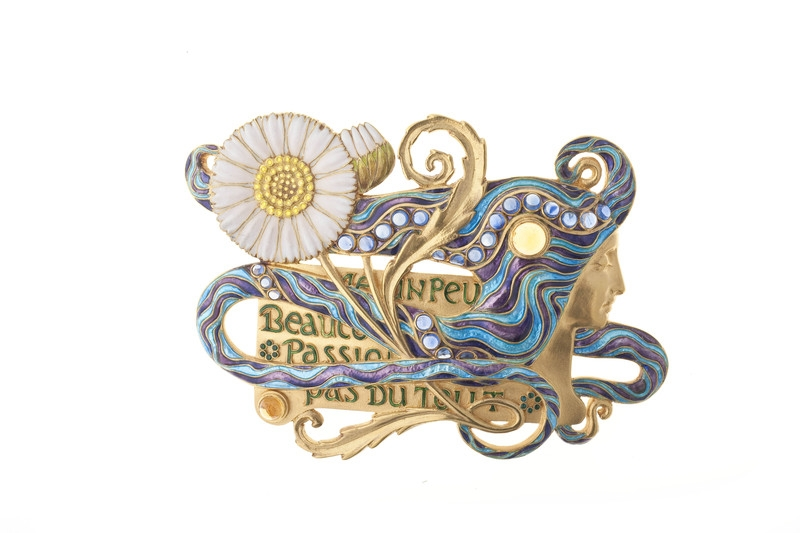
Broche Marguerite, c. 1900,.

En 1924, Henri Vever fait don de sa collection de bijoux du XIXe siècle au musée des Arts décoratifs à Paris, dont une soixantaine de pièces signées Vever, notamment la collection de pièces dessinées par Eugène Grasset pour l’exposition universelle de Paris en 1900.
Plus tard, ses descendants lèguent à leur tour l’intégralité des archives photographiques de la Maison au même musée, soit plus de mille photos de bijoux, montures, dessins, travaux de recherche, etc..
Des pièces Vever sont par ailleurs présentes au musée d'Orsay, au Petit Palais, au Cooper–Hewitt, Smithsonian Design Museum de New York et au Virginia Museum of Fine Arts de Richmond.
Henri Vever a légué une grande partie de sa collection de 8 000 estampes japonaises au musée national de Tokyo.
Il existe de nombreuses pièces emblématiques, dont les pièces suivantes :
| Date      | Pièces                                                                                  |
| --------- | --------------------------------------------------------------------------------------- |
| 1851      | Le bâton offert au chef d'orchestre messin Édouard Mouzin.                              |
| 1851      | Bénitier en argent.                                                                     |
| 1865      | Anneau épiscopal de Dupont des Loges, orné d'une énorme émeraude entourée de brillants. |
| 1900      | Bijoux Art nouveau dessinés par Grasset.                                                |
| Vers 1900 | Ornement de corsage Cerisier.                                                           |
| 1918      | Bâton du maréchal Pétain.                                                               |
| 1918      | Pour le maréchal Foch : épée, coffret, album.                                           |

### Inspirations artistiques
Vever compte trois inspirations, que l'on retrouve à toutes les époques de l'entreprise, les trois F : la Femme, la Faune et la Flore. On peut identifier ces trois F dans les pièces phares de la Maison comme le pendentif Sylvia, conservé au musée des Arts décoratifs à Paris (1900) ou encore le sautoir l’Impératrice (2021), réalisé par la meilleur ouvrier de France Sandrine Tessier.

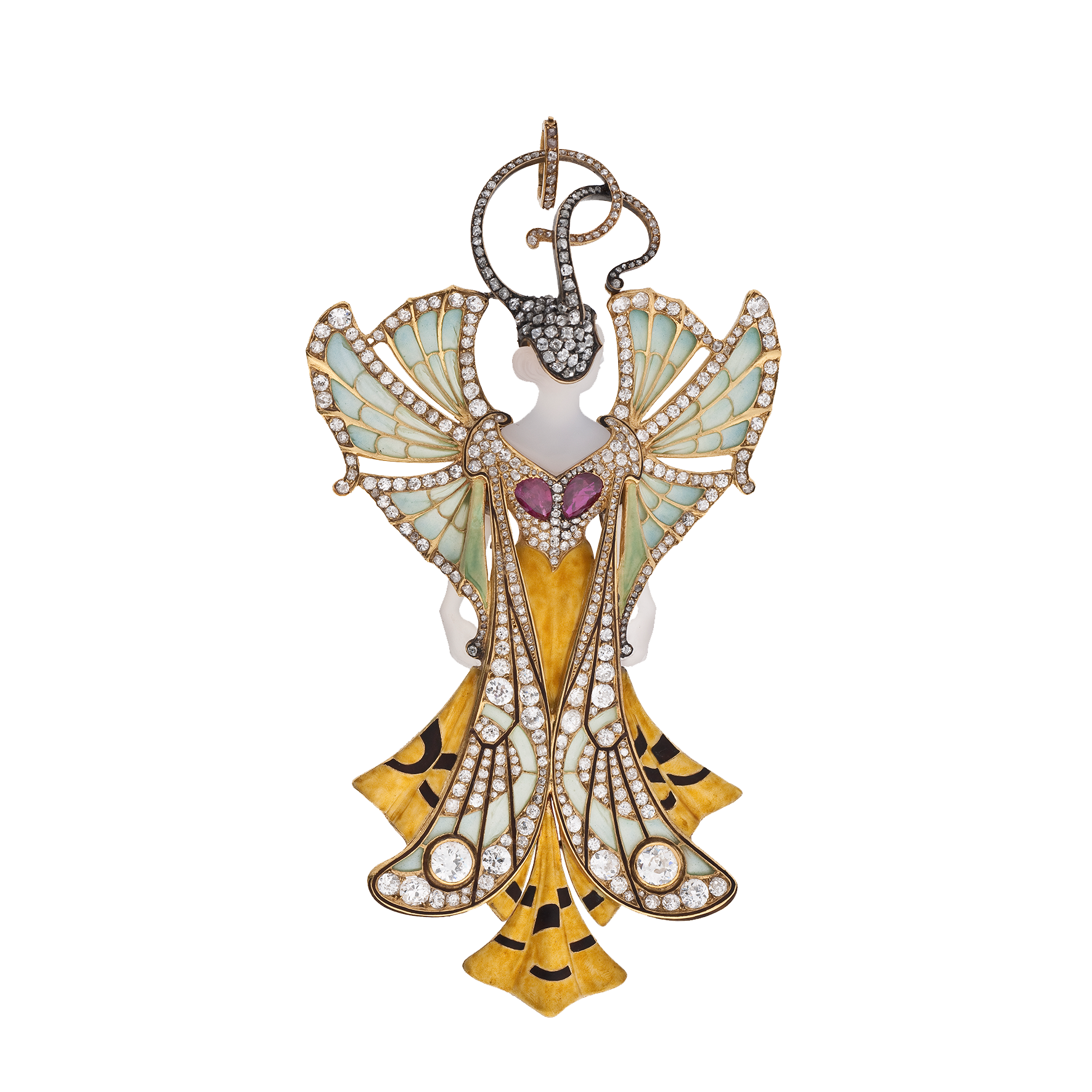
Sylvia, 1900[15].
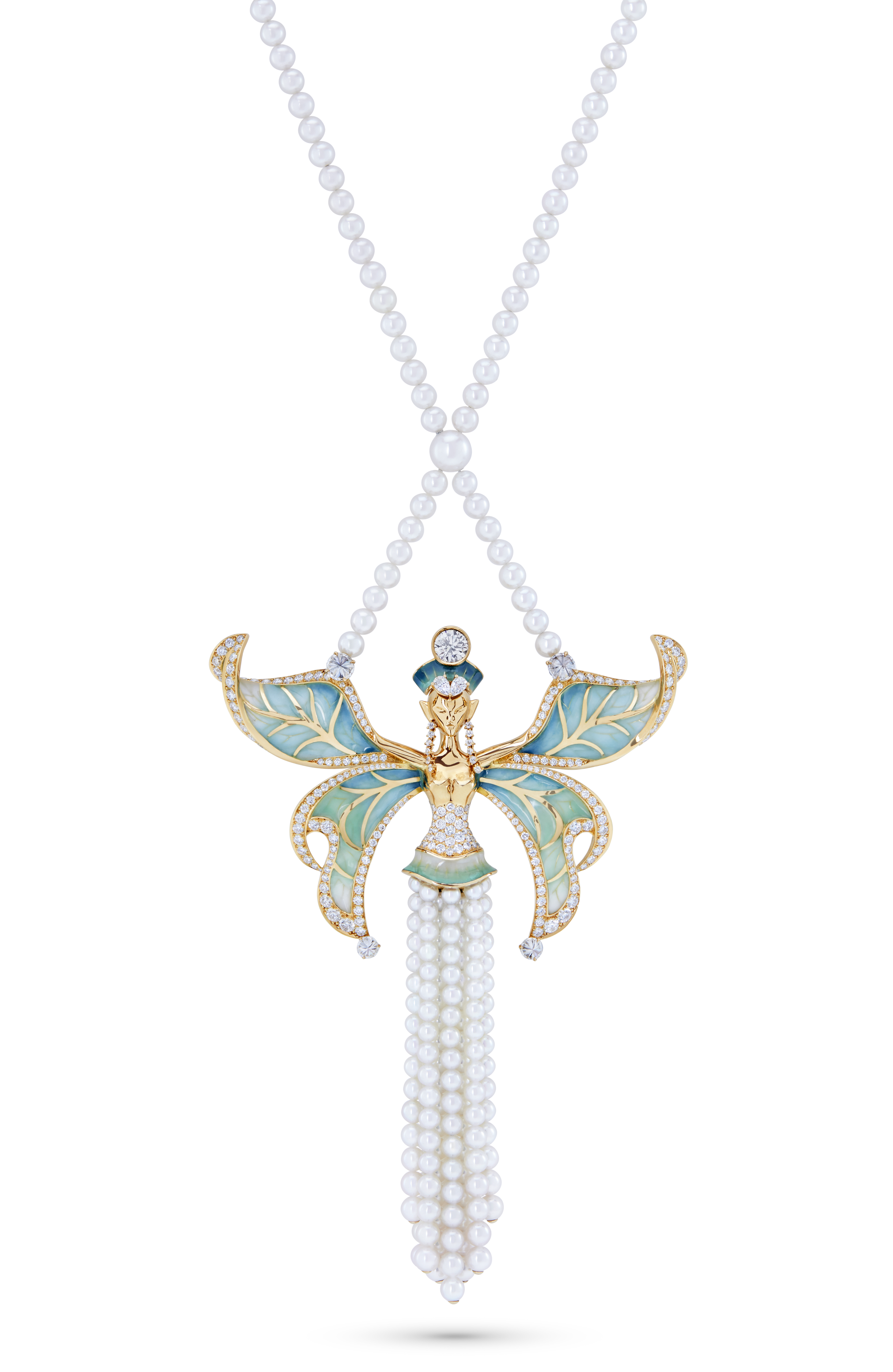
Impératrice, 2021.

## Maison familiale
- 1821 : Pierre-Paul Vever (1794-1853) s'établit à Metz comme bijoutier-joaillier.
- 1841 : Ernest Vever (1823-1884) rejoint l'atelier de son père Pierre-Paul Vever.
- 1848 : Ernest reprend l'activité.
- 1874 : Paul et Henri Vever se forment chez Ernest, leur père.
- 1881 : Les fils de Ernest Vever forment Vever frères.
- 1915 : Mort de Paul Vever et création de la société Vever & C'°.
- 1921 : L'activité est confiée aux neveux de Henri Vever, André et Pierre, fils de Paul.
- 1942 : Mort d'Henri Vever
- 1960 : Reprise de l'activité par Jean Vever, petit fils de Paul Vever.
- 1982 : Cessation de l'activité[5].
- 2021 : Recréation de la Maison Vever

### La Maison Vever à l'ère contemporaine

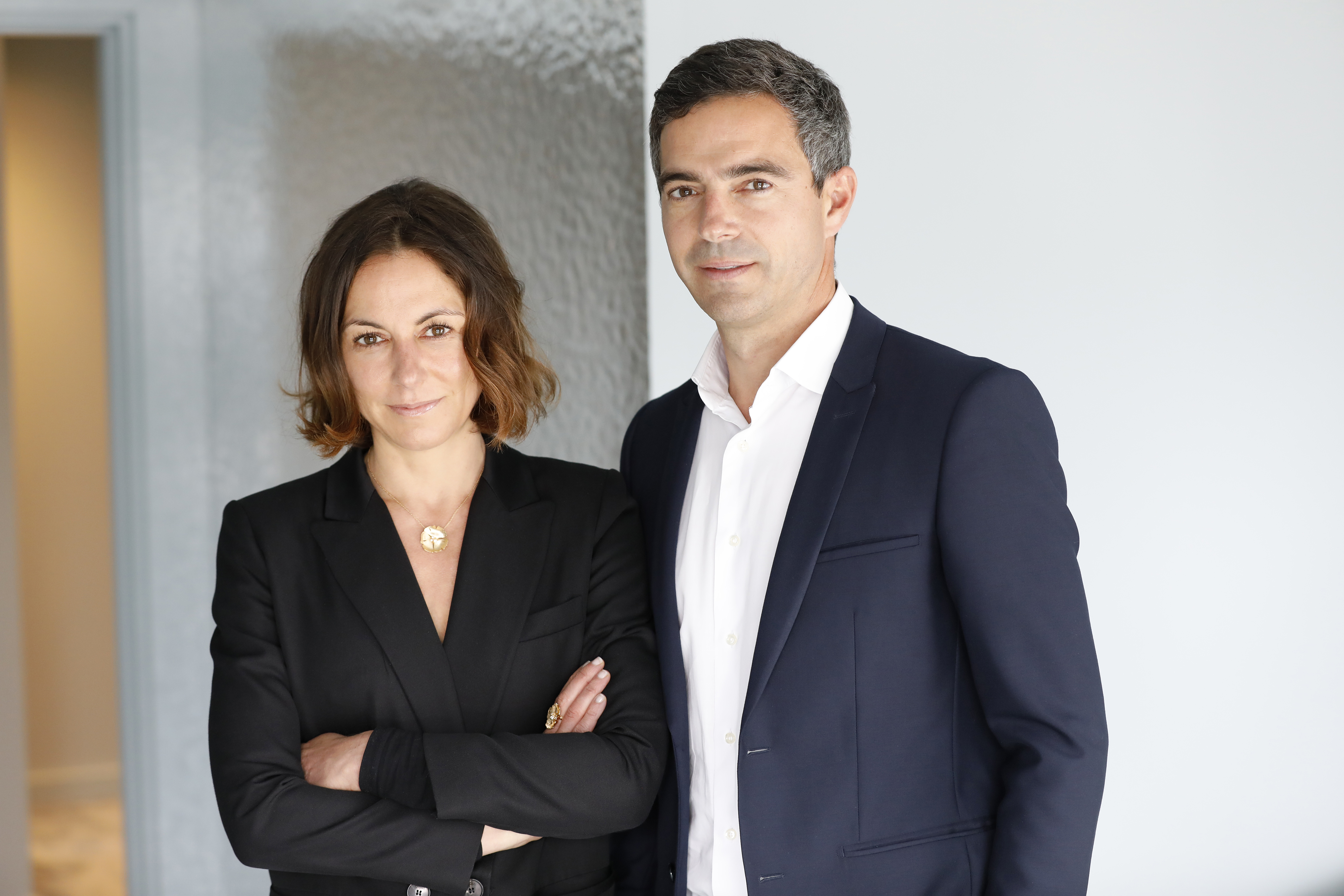
Camille et Damien Vever.

En 2021, la septième génération de la famille décide de relancer la marque.
Camille Vever, descendante directe de Pierre-Paul Vever, quitte son poste de directrice générale d'une société biopharmaceutique, enrôle l'un de ses frères triplés, Damien, et se lance dans la création de « la plus ancienne start-up de France ». 
L'entreprise obtient le statut d'entreprise à mission, une première dans le secteur du luxe. Ce statut lui permet de mettre en avant, de manière créative, des valeurs sociétales et écologiques.

### Poinçons de la Maison
L'évolution de Vever au fil des années et la transmission familiale du savoir faire se reconnait également par les poinçons présents sur les pièces de l'entreprise. Ils permettent de d'identifier une époque, ou de dater une pièce créée par un des membres de la famille depuis ses débuts.
Il existe trois différentes poinçons : 
- La période Ernest Vever (1876-1912) : une ancre marine et les initiales E.V.
- La période des frères Vever (1912-1982) : une étoile au-dessus du nom Vever (garantie no 1 919).

Les frères Vever demandent une nouvelle insculpation car ils continuaient d'utiliser le poinçon de leur père après sa mort en 1884. Elle leur est accordée le 11 avril 1912.
La nouvelle société Vever & C'° conserve le poinçon des frères Vever. 
- La renaissance de la Maison par Camille et Damien Vever (depuis 2021) : un ange et les lettres Sté V (Société Vever)[19].

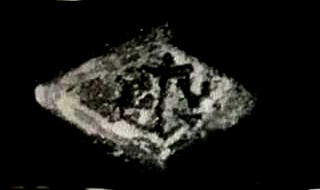
Poinçon Vever, 1876.
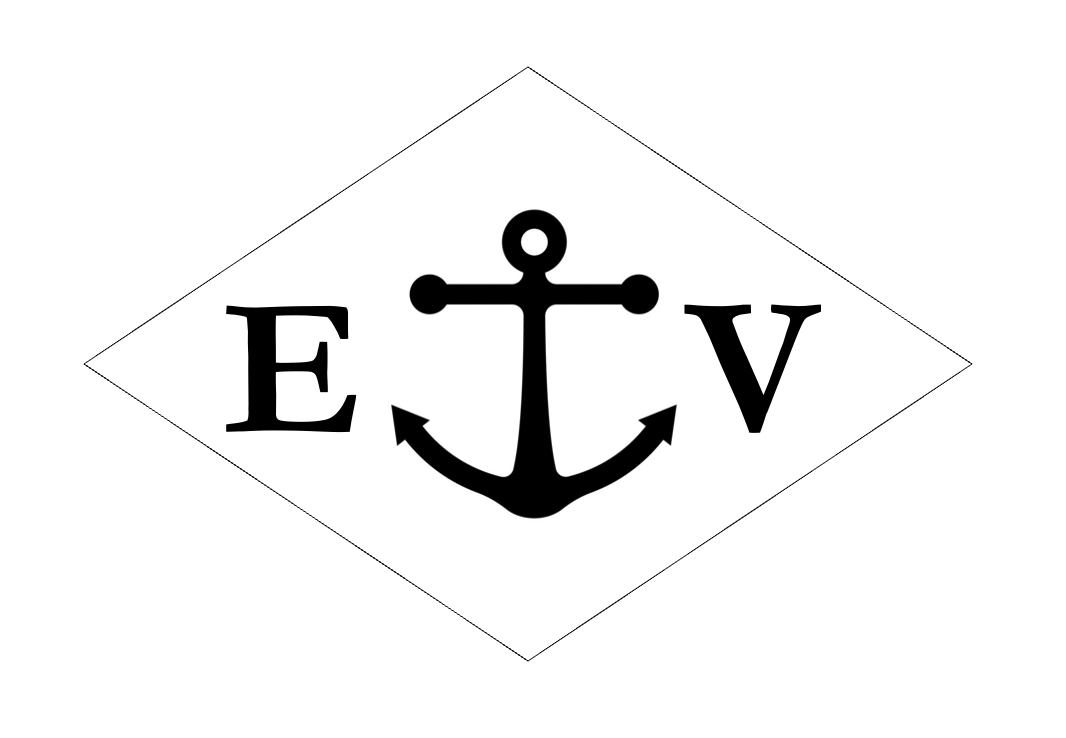
Poinçon Vever, 1876.
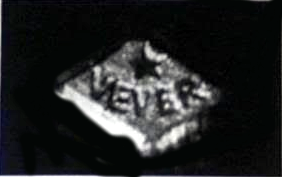
Poinçon Vever, 1912.
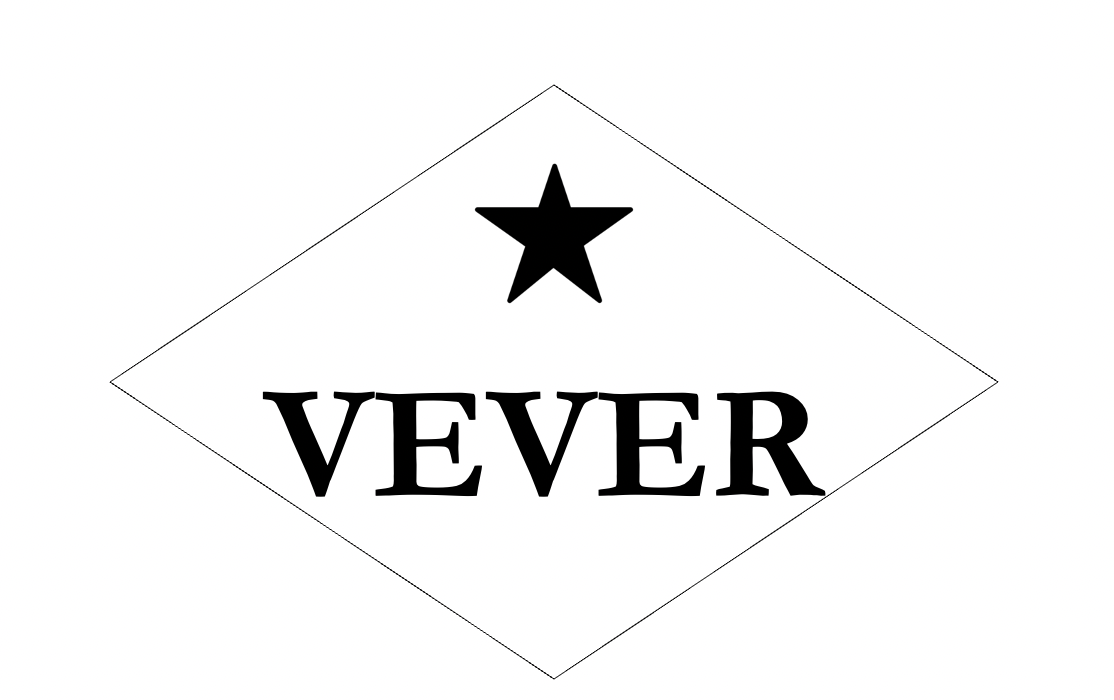
Poinçon Vever, 1912.